# 일본의 야구
일본의 야구는 1872년 호레이스 윌슨(Horace Wilson)이 동경 카이세이 학교에서 경기 방법을 가르침으로써 시작되었다. 야구는 최초의 팀이 1878년에 결성된 이후로 인기 있는 스포츠였다. '야구(野球, やきゅう)'라는 명칭은 '구장'과 '공'의 의미를 합쳐 만들어졌다.
시범 경기로 열린 1984년 로스앤젤레스 올림픽에서 금메달, 1988년 서울 올림픽에서 은메달을 땄다. 이후 야구가 정식 종목으로 채택된 1992년 바르셀로나 올림픽과 1996년 애틀랜타 올림픽에서는 아마추어 선수를 주축으로 한 대표팀이 참가해 각각 3위와 2위를 차지했다. 그리고 2000년 시드니 올림픽에서는 프로와 아마추어 혼성팀을 내보냈지만, 3,4위 전에서 한국에 져 메달을 따지 못했다.
절치부심하던 일본은 2004년 아테네 올림픽 때는 아시아 예선을 1위로 통과했지만 본선에서는 동메달에 그쳤다.

## 같이 보기
- 일본 프로 야구